# Oksana Koljada

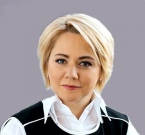
Oksana Koljada

Oksana Wassyliwna Koljada (ukrainisch Оксана Василівна Коляда, * 4. September 1980 in Wolotschysk, USSR) ist eine ukrainische Politikerin, ehemalige Offizierin und Aktivistin.

## Biografie
2002 schloss sie ein Studium der Rechtswissenschaft an der Staatlichen Universität für Innere Angelegenheiten in Lwiw ab. Von 2003 bis 2015 arbeitete sie für das ukrainische Verteidigungsministerium. 2016 erhielt sie ein Zertifikat für das Studium der strategischen Kommunikationen in Kooperation mit dem Centre of Excellence von der Nationalen Verteidigungsuniversität der Ukraine in Kiew. Von 2015 bis 2017 arbeitete sie als Pressesprecherin der Ukrainischen Streitkräfte. Zu dieser Zeit initiierte sie die ersten Kurse für die Ausbildung und Presseakkreditierung von Militärjournalisten. Die Effektivität dieses Projektes ist von Vertretern von NATO-Mitgliedstaaten und OSZE-Experten analysiert worden. Koljada beteiligte die Etablierung von Militärpressezentren in Awdijiwka und Sjewjerodonezk eingeleitet und die Arbeit von ukrainischen und ausländischen Journalisten koordiniert. Außerdem beteiligte sie sich am Projekt für die Reformierung der Regierungskommunikation in Kooperation mit dem Vereinigten Königreich.
Im Jahr 2017 diente sie drei Monate lang als stellvertretende Kommandantin der Anti-Terror-Operation im Krieg im Donbas. Sie war Oberst der ukrainischen Reserve. Im März 2019 war sie stellvertretende Ministerin für Veteranen im Kabinett Hrojsman. Vom 13. März bis zum 29. August 2019 war sie die Ministerin für Veteranen, vorübergehend besetzte Gebiete und Binnenvertriebene im Kabinett Hontscharuk. Dabei baute sie Zuschüsse für Veteranen aus der sowjetischen Zeit ab und ersetzte sie durch international empfohlene Vergünstigungen und Betreuungsprogramme. Seit dem Ende ihrer Amtszeit arbeitet sie als Aktivistin für Nichtregierungsorganisationen, die Freiwillige und Veteranen unterstützen.